# اكمة الموز (العدين)

تعديل مصدري - تعديل

اكمة الموز محلة تابعة لقرية المكاربة، التابعة لعزلة الوادي بمديرية العدين إحدى مديريات محافظة إب في الجمهورية اليمنية.، بلغ تعداد سكانها 39 حسب تعداد اليمن لعام 2004.